# جوهانس بروالیوس
جوهانس بروالیوس (زاده ۳۰ اوت ۱۷۰۷ درگذشته ۲۵ ژوئیه ۱۷۵۵)، همچنین به اسم جان برووال ، الهیات  ، فیزیک‌دان ، گیاه‌شناس فنلاندی و سوئدی لوتری و وقتی که دوست تاکسونومیست سوئدی کارل لینه  (پایه گذار) بود. 

## حرفه
جوهانس از سال ۱۷۳۷ تا سال ۱۷۴۶ استاد فیزیک، از سال ۱۷۴۶ تا سال ۱۷۴۹ استاد خدا شناسی و کشیش تورکو ، بعدها کشیش نشین کلیسای سوئد ، و معاون فرهنگستان سلطنتی تورکو از سال ۱۷۴۹  تا هنگام فوتش در سال ۱۷۵۵ بود. 
جوهانس در سال ۱۷۴۰ به هموندی فرهنگستان سلطنتی علوم سوئد منصوب شد.

## انتشارات

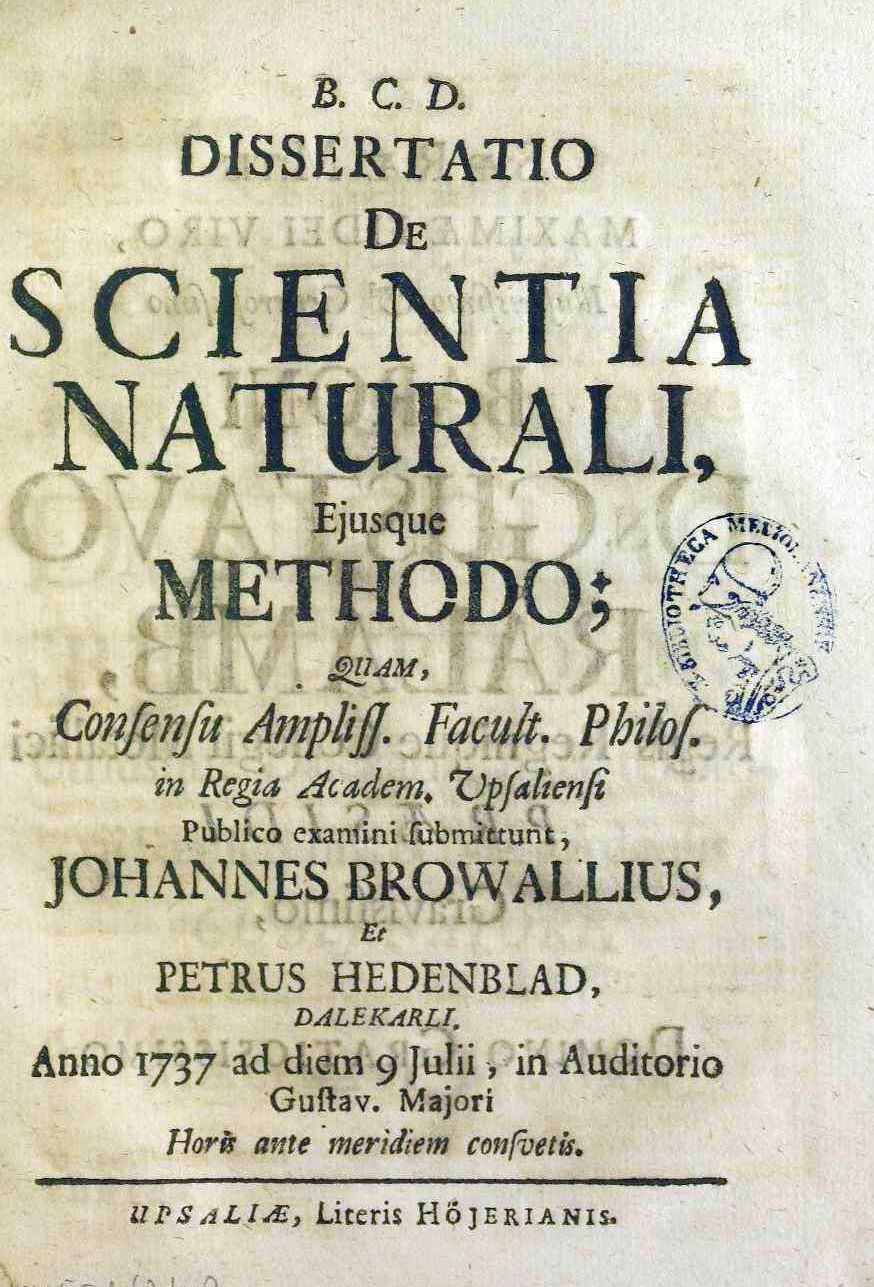
علم طبیعی، روش ایوسک، سال ۱۷۳۷